# 佐藤亮太 (野球)
佐藤 亮太（さとう りょうた、1983年9月2日 - ）は、長野県長野市出身の元プロ野球選手（投手）。現在は中日ドラゴンズの打撃投手を務めている。
チーム内に同姓の佐藤充がいたので、スコアボードや新聞の表記は「佐藤亮」とされていた。

## 来歴

### プロ入り前
小学校4年で大豆島少年野球クラブで始め、更北中学校で投手。長野日大高では3年夏ベスト8。國學院大學へ進学。東都大学野球2部リーグで2年秋にはチームが優勝し、入替戦では先輩の梅津智弘、伊藤義弘の後に登板した。以降も2部で4年春に5勝。1年下の嶋基宏とバッテリーを組んだ。
その後、2005年の大学生・社会人ドラフトで中日ドラゴンズから7巡目指名を受けて入団。即戦力左腕として期待された。

### プロ入り後
ルーキーイヤーの2006年はチームのリーグ最終戦に登板したのみであった。2007年は4月にプロ初先発を果たすが、敗戦投手となりその1試合のみの登板に終わった。
2008年は最多の4試合に出場し2試合に先発。しかしプロ初勝利をすることはなく終わった。オフにはドミニカ・ウィンターリーグに派遣され、エストレージャス・デル・オリエンテに前田章宏と所属。4試合に登板した。
2009年は、春季キャンプは一軍スタートであったが、開幕は二軍で迎える。同年11月2日に戦力外通告を受け、中日の打撃投手へと転身することが決まった。2015年から打撃投手兼記録ビデオ担当。

## プレースタイル
130km/h台後半～140km/h台前半の直球と、スライダー・カーブ・スクリューなどの多彩な変化球を投げ分ける軟投派。

## 詳細情報

### 年度別投手成績
| 年 度     | 球 団     | 登 板 | 先 発 | 完 投 | 完 封 | 無 四 球 | 勝 利 | 敗 戦 | セ 丨 ブ | ホ 丨 ル ド | 勝 率 | 打 者 | 投 球 回 | 被 安 打 | 被 本 塁 打 | 与 四 球 | 敬 遠 | 与 死 球 | 奪 三 振 | 暴 投 | ボ 丨 ク | 失 点 | 自 責 点 | 防 御 率 | W H I P |
| --------- | --------- | ----- | ----- | ----- | ----- | -------- | ----- | ----- | -------- | ----------- | ----- | ----- | -------- | -------- | ----------- | -------- | ----- | -------- | -------- | ----- | -------- | ----- | -------- | -------- | ------- |
| 2006      | 中日      | 1     | 0     | 0     | 0     | 0        | 0     | 0     | 0        | 0           | ----  | 6     | 1.0      | 3        | 0           | 0        | 0     | 0        | 2        | 0     | 0        | 0     | 0        | 0.00     | 3.00    |
| 2007      | 中日      | 1     | 1     | 0     | 0     | 0        | 0     | 1     | 0        | 0           | .000  | 15    | 2.2      | 6        | 0           | 1        | 0     | 0        | 4        | 0     | 0        | 5     | 0        | 0.00     | 2.63    |
| 2008      | 中日      | 4     | 2     | 0     | 0     | 0        | 0     | 1     | 0        | 0           | .000  | 56    | 12.2     | 13       | 2           | 2        | 0     | 3        | 6        | 0     | 0        | 7     | 7        | 4.97     | 1.18    |
| 通算：3年 | 通算：3年 | 6     | 3     | 0     | 0     | 0        | 0     | 2     | 0        | 0           | .000  | 77    | 16.1     | 22       | 2           | 3        | 0     | 3        | 12       | 0     | 0        | 12    | 7        | 3.86     | 1.53    |

### 記録
- 初登板：2006年10月16日、対広島東洋カープ22回戦（広島市民球場）、6回裏に2番手で救援登板、1回無失点
- 初奪三振：同上、6回裏に森笠繁から空振り三振
- 初先発：2007年4月7日、対横浜ベイスターズ2回戦（ナゴヤドーム）、2回2/3を5失点（自責点0）で敗戦投手

### 背番号
- 50 （2006年 - 2009年）
- 121 （2010年 - ）